# فصة مهدبة
الفصة المهدبة أو القَتّ البري أو دَريسة أو شنان أو خَسَج أو عُشْب أو مدّاد نوع نباتي يتبع لجنس الفصة من الفصيلة البقولية. اسمه العلمي (باللاتينية: Medicago ciliaris). تضعها بعض نظم التصنيف كنويع تحت اسم الفصة المتداخلة الموبرة (باللاتينية: Medicago intertexta ciliaris).
تتواجد في المشرق العربي وحوض البحر الأبيض المتوسط.